# 迈克尔·耶茨
迈克尔·D·耶茨（英語：Michael D. Yates，1946年—）是经济学家和劳工教育家，也是社会主义杂志《每月评论》的副主编。他主张社会主义的经济观。

## 早年生活和教育
出生在宾夕法尼亚州匹兹堡以北约40英里的一个小煤矿镇。他的祖母在曼哈顿、纽波特和其他富有的飞地上为一艘驳船做厨师和仆人。他的直系亲属长期从事煤矿的危险、不健康的工作。14岁时，他的母亲在煤矿的入口处卸下炸药。他的母亲、叔叔和祖母都因煤矿产生的尘埃而患上严重哮喘。他的父亲因工作中吸入石棉和硅尘而患上肺气肿。
耶茨的生活是艰难的。耶茨的父亲没有和家人住在一起; 他能得到的唯一工作就是在几英里外的玻璃工厂。耶茨家没有自来水或室内厕所，并且由采矿公司拥有。当耶茨一岁的时候，他的母亲把这个家庭搬到了他父亲那里。这些经历对耶茨产生了深刻的影响，使他激进化。随着越南战争愈演愈烈，他的左派倾向加强了。耶茨于1967年至1973年加入了匹兹堡大学研究生院，尽管只有前两年是全职的。  